# Бельшоз, Анри
Анри Бельшоз (фр. Henri Bellechose; 1415, Бреда — до 28 января 1445, Дижон) — живописец бургундской школы. Был придворным художником при дворе герцогов Бургундских в Дижоне между 1415 и 1430 годами. Один из значительных мастеров стиля интернациональной готики.

## Биография
Анри Бельшоз родился в Бреде, в северном Брабанте (историческая область в Нидерландах). До прибытия Бельшоза в Дижон, ко двору бургундского герцога Иоанна Бесстрашного, о его жизни и творчестве нет сведений. Герцог назначил Бельшоза придворным художником и камергером (valet de chambre), такие же звания носили его предшественник Жан Малуэль и преемник Ян ван Эйк. Предполагается, что в течение некоторого времени он работал помощником Малуэля, и тот оказал на Бельшоза значительное влияние. Официальным художником бургундского двора Бельшоз стал в 1415 году, после смерти Малуэля.
В 1415 году, когда Бельшоз был художником при дворе герцога Жана Бесстрашного, ему было поручено выполнить картины для картезианского монастыря Шанмоль в Дижоне, основанного Филиппом Смелым. В монастыре, называемом также «Домом Троицы», располагалась усыпальница герцогов бургундских. В апреле 1420 года, когда умер сын Филиппа, Жан Бесстрашный, Бельшоз остался на службе у его преемника Филиппа Доброго. Работы, зарегистрированные в отчётах, были в основном декоративными, включая такие заказы, как гербы для похорон или украшения празднеств и торжественных шествий, что было обычным делом для придворных художников; также ему были заказаны две алтарных картины, в 1425 и 1429 годах (не сохранились).
У Бельшоза была большая мастерская, в период значительного количества заказов в ней работали восемь помощников и два ученика. Около 1424 года Анри Бельшоз женился на дочери нотариуса Аликсан Лебон.
С 1426 года жалованье Бельшоза было уменьшено, а после августа 1429 года его имя исчезло из счетов герцога бургундского. Филипп Добрый проводил большую часть времени в Нидерландах, где познакомился с новаторским творчеством Яна ван Эйка. В 1425 году Ян ван Эйк стал придворным живописцем герцога. Бельшоз, судя по источникам, был ещё жив в 1440 году, но отсутствовал в Дижоне. Умер до января 1445 года.

## Творчество
Почти все известные работы Бельшоза выполнены по заказам герцогов бургундских и церквей Дижона. Большинство произведений мастера не сохранилось, однако согласно подробным счетам бургундского двора, это был плодовитый художник. Одна из самых известных работ Анри Бельшоза, алтарь «Распятие с мученичеством Святого Дионисия» (1416, в настоящее время хранится в Лувре), была заказана герцогом для монастыря Шанмоль.
Верность художника местным традициям, щедрое использование золота, тщательная проработка деталей свойственны манере Бельшоза, но также и другого художника при дворе в Дижоне — его предшественника Жана Малуэля, скончавшегося в 1415 году. Работа, как и другие произведения живописцев того времени, не подписана. Мнения историков искусства разделились: одни приписывали её Малуэлю, другие — Бельшозу. Скорее всего оно было начато Малуэлем, а после его смерти завершено Бельшозом. В этом случае логичнее атрибутировать картину как произведение Бельшоза. В последние годы доминирует именно такая атрибуция.
Более того, историки искусства Дж. Снайдер и А. Шатле считают, что луврские тондо, обычно приписываемые Малуэлю, являются двумя из пяти алтарных образов, заказанных ему в 1398 году. При этом допускают, что тондо выполнил Бельшоз, когда работал помощником Малуэля, таким образом полностью отвергая традиционную атрибуцию этих работ.

 «„Казнь Святого Дионисия“ отличается повествовательностью и наряду с тем большим интересом к душевному состоянию героев. Обстоятельно описывает художник тюремную башню, одежды, движение замахнувшегося топором палача, жесты людей, обсуждающих происходящее. Благоговейно-горестно лицо причащающегося Дионисия, смиренно-печально у мученика, ждущего смерти, сострадательно у человека на дальнем плане. Мягко даны светотеневые переходы, складки тканей положены спокойными параллельными рядами. Рельефный орнамент золотого фона, золотое шитьё облачений, локальный цвет, особенно светящийся синий, приуменьшают жестокость сюжета» 
- Малуэль-Бельшоз. Распятие с мученичеством святого Дионисия. 1416. Дерево, темпера, золото (переведено на холст). Лувр, Париж
- Деталь картины
- Деталь картины
- Деталь картины
- Ретабло с мученичеством Святого Георгия (запрестольный образ в пандан к мученичеству Сен-Дени). 1416. Дерево, масло (переведено на холст). Дижон, Музей изящных искусств
- Деталь картины
- Деталь картины